# إيريكا إيرفين
إيريكا إيرفين (بالإنجليزية: Erika Ervin)‏ المُلقبة بِـحواء الأمازون، وُلِدت إيريكا في ترلوك بكاليفورنيا بتاريخ 23 فبراير 1979، وهي ممثلة وَمُدربة لَياقة بدنية وَعارضة أزياء أمريكية مُتحولة جنسياً، ظَهرت على غِلاف مَجلة زو ويكلي (Zoo Weekly) الأُسترالية في شَهر نوفمبر من عام 2009، كَما لعبت دَور في العَديد من الأفلام الأمريكية، كَما كانَ لها دور في الموسم الرابع مِن العرض التلفزيوني قصة الرعب الأَمريكية. يَبلغ طولها 2.03 متر (6 أقدام و8 بوصات)، لذلك عُرفت إيريكا بأنها «أطول عارضة أزياء في العالَم».

## الحَياة المُبكرة والتَعليم
وُلدت إيريكا إيرفين في ترلوك في كاليفورنيا، وعِندما بَلغت 14 عاماً كان طُولها حَوالي 5 أقدام و11 بوصة وعلى مدى السنوات الأربع حتى عُمر 18 عام ازداد طُولها حَوالي 9 بوصات.
دَرست إيريكا في منطقة خليج كاليفورنيا فَتخصصت في دراسة الفُنون المَسرحية وإدارة الأعمال، وبعدها انتقلت لدراسة القانون والتدريب الرياضي، وبعدما سَئِمت العمل المَكتبي توجهت إلى مَجال الرِياضة حيث أصبحت مُدربة خاصة، كَما أن إيريكا تجولت عبر العالم لالتقاط صور للمُقارنة بين أطول نساء ورجال العالم وأقصرهم، وفي نِهاية المَطاف دخلت إيريكا في مَجال عرض الأزياء.

## الوظيفة
غامَرت إِيرفين في بداية حياتها مِن أَجل الحُصول عَلى دَور كَمُمَثِلة وَلكنها تخلت عن الفِكرة فيما بعد، إِذ أَنَّ كُل الأَدوار التي عُرضت عَليها كانت تَقوم على اعتِبارها غَريبة أَو وَحش. ثُم قامت إيريكا لاحقاً بِدراسة القانون وَعِلم الفسيولوجيا، وَبعد فترة من الزَمن تَعِبَت مِن عَمَلِها فِي المَكتب وَالذي رافَقَهُ انزِعاج مِن وَزنِها، لذا انضَمت إلى صالة الأَلعاب الرياضية للسعي وَراء الحُصول على حجم 0 مِن اللياقة البدنية الأمر الذي كان على وَشك إِنهاء حياتِها وَلكِنَها فِي نهاية المَطاف كَوّنت صُورة أفضل للجسم الصحي وَبدأت تعرض نفسها على أنها إمرَأة خارِقة مَع حَجم ضخم مِثالي. جابَت إيرفين العالَم مُشاركةً فِي مسابقات الطُول، والتقاط الصُور، وَالعمل كَعارضة وَقامت بمشاركة جَولَاتِها عَلى موقعِها الإلكتروني، وَفي سنة 2011 تَم تتويجها كَأطول عارضة أزياء مُحترفة في العالم من قبل موسوعة غينيس.

## الحياة الشخصية
في سنة 2004 قامت إيرفين بِعملية تَحويل لِجنسها مِن ذَكر إلى أُنثى، وَإضافةً إلى ذلك قامت بتغيير اسمها الذي كانَ «ويليام». وقد تَحدثت إيرفين في إحدى المُقابلات عن المشاكل التي واجهتها كونها إِمرأة طويلة، إضافة لتعرضها لِمُضايقات عندما كانت في المَدرسة الثانوية، وَمشاكلها الأُسرية، وَتجربتها كعارضة أَزياء.

## السيرة السينمائية

### الأَفلام
| السنة | العنوان                     | ترجمة العنوان     | الدَور       | ملاحظات   |
| ----- | --------------------------- | ----------------- | ----------- | --------- |
| 2011  | Google Maps is Watching You | خرائط جوجل تراقِبُك | مُمثلة جديدة | فيلم قَصير |

### التِلفاز
| السنة     | العنوان                           | ترجمة العنوان       | الدَور                       | ملاحظات     |
| --------- | --------------------------------- | ------------------- | --------------------------- | ----------- |
| 2013      | Family Tools                      | أدوات الأُسرة        | السيدة العَميلة طَويلة القامة | حَلقة الطيار |
| 2013      | Hemlock Grove                     | -                   | بِدور شيلي غودفري            | 5 حَلقات     |
| 2014-2015 | American Horror Story: Freak Show | قصة الرعب الأَمريكية | حواء الأمازون               | 13 حلقة     |

## المَراجع
1. 1 2  Torbjörn Ek (15 Apr 2014). "Supermodellen Erika "Amazon Eve" Ervin: Jag föddes som William" [Supermodel Erika "Amazon Eve" Ervin: I was born as William] (بالسويدية). أفتون بلادت. Archived from the original on 2018-03-14. Retrieved 2014-04-27.
2. 1 2 3  "Hoffman:At nearly 6 feet 9, Ervin stands tall". مؤرشف من الأصل في 2018-06-12. اطلع عليه بتاريخ 2013-03-04.
3. 1 2  Ortenzi، Tj (25 نوفمبر 2009). "Amazon Eve, Tall Model, Towers Above Others". The Huffington Post. مؤرشف من الأصل في 2017-10-10. اطلع عليه بتاريخ 2010-02-08.
4. 1 2  "Amazon Eve is Not Your Typical Model". The Cleveland Leader. 28 نوفمبر 2009. مؤرشف من الأصل في 2015-04-10. اطلع عليه بتاريخ 2010-02-08.
5. 1 2  "Amazon Eve: World's Tallest Glamour Model In Pictures". Anorak news. مؤرشف من الأصل في 2018-07-02. اطلع عليه بتاريخ 2010-02-08.
6. ↑  Wong، Curtis (7 أكتوبر 2014). "Transgender Actress Erika Ervin On Her 'American Horror Story: Freak Show' Role". The Huffington Post. مؤرشف من الأصل في 2016-12-06. اطلع عليه بتاريخ 2014-10-26.
7. 1 2  Kar، Meena (21 يناير 2010). "World's Tallest Model Amazon Eve Set To Appear In Cover Page Of Australian Magazine". Thaindian News. مؤرشف من الأصل في 2017-10-29. اطلع عليه بتاريخ 2010-02-07.
8. 1 2  "The height of fashion: Meet Amazon Eve, the world's tallest model at 6ft 8in". Daily Mail. London. 30 ديسمبر 2010. مؤرشف من الأصل في 2016-08-18.
9. 1 2  Martens، Maegan (7 يناير 2011). "World's tallest model sprouts from Turlock". Turlock Journal. مؤرشف من الأصل في 2017-10-29. اطلع عليه بتاريخ 2012-08-12.
10. ↑  De Giorgio، Lorianna (2 مارس 2011). "Amazon Eve: This model's not to scale". تورنتو ستار. مؤرشف من الأصل في 2018-06-12. اطلع عليه بتاريخ 2014-02-26.
11. 1 2  Ashley (9 فبراير 2011). "World's Tallest Model Talks About Body Image :: Interview with Amazon Eve". nourishing the soul. مؤرشف من الأصل في 2018-06-12. اطلع عليه بتاريخ 2013-03-04.
12. ↑  "Tallest professional model". Guinness World Records. مؤرشف من الأصل في 2014-10-15. اطلع عليه بتاريخ 2012-08-16.
13. ↑  Amazon Eve (8 مارس 2011). "Meet Amazon Eve, The World's Tallest Model; Being tall" (Interview). LX New York. مؤرشف من الأصل في 2019-11-11. اطلع عليه بتاريخ 2012-09-07. {{استشهاد بمقابلة}}: الوسيط غير المعروف |callsign= تم تجاهله (مساعدة)، الوسيط غير المعروف |program= تم تجاهله (مساعدة)، والوسيط غير المعروف |المدينة= تم تجاهله يقترح استخدام |location= (مساعدة)

## انظُر أيضاً
- الموقع الرسمي
- إيريكا إيرفين على موقع IMDb (الإنجليزية)
- إيريكا إيرفين على موقع قاعدة بيانات الفيلم (الإنجليزية)